# Приватна прослава (представа)
Приватна прослава (представа) је романтична комедија о љубави, раздору и другом покушају, која је премиједно изведена у Битеф театру 9. новембра 2024. године.

## О представи
Театар данашњице уме да оголи људску природу и открије замршеност међуљудских односа, истовремено нас дотичући на дирљив, духовит и промишљен начин. Управо тако делује и представа Приватна прослава, на сцени Битеф театра.

## Радња
У отменом ресторану, на вечери која делује сасвим обично, окупља се шесторо људи, по позиву заједничких пријатеља — брачног пара адвоката. Нико од гостију не зна ни шта је разлог овог сусрета, ни ко су остале званице. Али како вече одмиче, испливава шокантна истина: сви присутни су заправо бивши супружници. Управо ти исти адвокати, који су их својевремено све развели, сада покушавају да их суоче једне са другима и са самима собом, у нади да ће се нарушени односи поправити или бар отворити искрени разговор.

## Теме које представа отвара
У романтичној комедији Приватна прослава, пред нама се откривају животи људи средњих година, који, иако су материјално обезбеђени и наизглед имају све што су желели, остају емотивно несигурни, рањиви и збуњени као и сви „обични људи“. Љубомора, страх од искреног разговора, превара, сујета и осећај одбачености само су неке од тема које испливавају управо током ове вечери.

## Ауторски тим и глумачка екипа
Представу је режирао  Владимир Алексић, по тексту Маје Тодоровић. У главним улогама налазе се нека од најзначајнијих глумачких имена своје генерације:
- Милена Васић
- Јелисавета Орашанин Теодосић
- Тијана Марковић
- Никола Ракочевић
- Урош Јаковљевић

Ауторски тим представе чине:
- Сценографкиње: Драгана Милићевић и Ивана Плавец
- Костимографкиња глумица: Марија Тарлаћ
- Костимограф глумаца: Бошко Јаковљевић
- За музички избор је задужена Јелена Милошевић
- Сценски покрет осмислио је Дамјан Кецојевић
- Асистенткиња редитеља: Дајана Јосиповић
- Продуцент представе: Владимир Алексић